# ائتلاف فرانسه و عثمانی

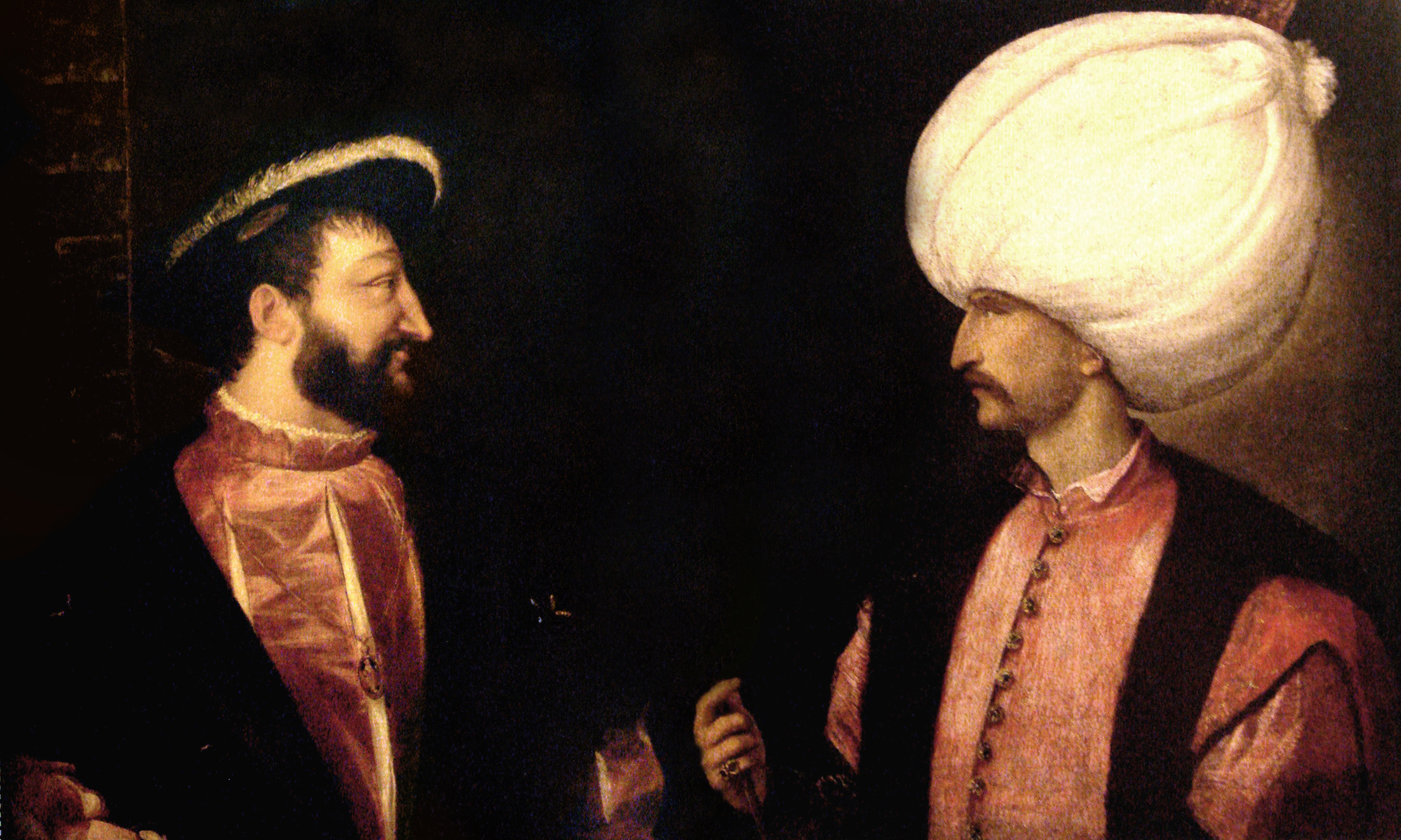
فرانسوای اول (چپ) و سلطان سلیمان اول (راست) اتحاد فرانسه و عثمانی را آغاز كردند. آنها هرگز شخصاً ملاقات نکردند. این ترکیبی از دو نقاشی جداگانه توسط نقاش ایتالیایی تیسین مربوط به سال ۱۵۳۰ است.

ائتلاف فرانسه و عثمانی (Franco-Ottoman alliance) همچنین با عنوان اتحاد فرانکو-تُرک نیز شناخته می‌شود، ائتلافی بود که در سال ۱۵۳۶ بین پادشاه فرانسه فرانسوای اول و سلطان امپراتوری عثمانی سلیمان اول ایجاد شد. این اتحاد استراتژیک و گاه تاکتیکی یکی از مهمترین اتحادهای خارجی فرانسه، و به ویژه در جنگهای ایتالیا اثرگذار بود. اتحاد نظامی فرانسه و عثمانی حدود ۱۵۵۳ در زمان سلطنت هنری دوم فرانسه به اوج خود رسید.
این ائتلاف به عنوان اولین اتحاد غیر ایدئولوژیک بین یک کشور مسیحی و یک کشور مسلمان، بسیار استثنایی بود و باعث جنجال در جهان مسیحیت شد. کارل جیکوب بورکهارت از آن با عنوان "اتحاد مقدس شراب و هلال" یاد کرده است. این پیمان نظامی بیش از دو قرن و نیم به طور متناوب تا زمان جنگ ناپلئون در مصر عثمانی ادامه داشت.